# 小安格勒布河
12°34′54″N 37°27′55″E / 12.58167°N 37.46528°E
小安格勒布河是埃塞俄比亞的河流，位於該國北部，發源自貢德爾以北，最終注入馬格奇河，該河建有兩座橫跨河道的橋樑。